# پرژن
پرژن (انگلیسی: Persian) نام نوعی رول دارچینی بیضی‌شکل است که معمولاً بر روی آن خامهٔ صورتی‌رنگی از توت‌فرنگی یا تمشک وجود دارد.
خاستگاه این نوع شیرینی از «شیرینی‌پزی بِـنِـت» در «پورت آرتور» (ثاندر بی کنونی) در استان انتاریو کاناداست.
این شیرینی را نباید با «پرشینگ» (نوعی کلوچه یا نان کماج) که در برخی نواحی ایالات متحده آمریکا رواج دارد، اشتباه کرد. این نان؛ شیرین، نام خود را از جان جی. پرشینگ گرفته است و ربطی به مردم ایرانی (به انگلیسی «پرژن») ندارد.